# 科拉纳 (意大利)
科拉纳（義大利語：Corana），是意大利帕维亚省的一个市镇。总面积13.04平方公里，人口782人，人口密度60.0人/平方公里（2009年）。国家统计（ISTAT）代码为018054。